# 仙桥乡
仙桥乡，是中华人民共和国贵州省黔南布依族苗族自治州福泉市下辖的一个乡镇级行政单位。
2014年1月7日，贵州省人民政府批复同意福泉市部分乡镇行政区划调整，将原高坪镇的王卡村划入仙桥乡管辖。

## 行政区划
仙桥乡下辖以下地区：
王卡村、仙桥村、月塘村和大花水村。